# Plagithmysus eugeniae
Plagithmysus eugeniae là một loài bọ cánh cứng trong họ Cerambycidae.